# 13942 Shiratakihime
13942 Shiratakihime è un asteroide della fascia principale. Scoperto nel 1989, presenta un'orbita caratterizzata da un semiasse maggiore pari a 2,6564891 UA e da un'eccentricità di 0,1880132, inclinata di 14,12830° rispetto all'eclittica.